# Latvijas Zemnieku savienība
Latvijas Zemnieku savienība (Den Lettiske Bondeunion, forkortet LZS) er et midterorienteret agrarparti i Letland.
LZS er både et historisk parti og et parti, som er udgået af Folkefronten. Partiet blev grundlagt i 1917, og det var et af landets mest indflydelsesrige partier i Mellemkrigstiden. 
Da Letland blev annekteret af Sovjetunionen i 1940 blev LZS forbudt. Partiet blev genoprettet i 1990. Siden 2002 har partiet vært en del af Zaļo un Zemnieku savienība (Unionen af Grønne og Bønder) sammen med Latvijas Zaļā Partija (Letlands Grønne Parti).
Præsidenterne Alberts Kviesis (1930–36), Kārlis Ulmanis (1936–40) og Guntis Ulmanis (1993–99) tilhørte Bondeunionen. 
| Politisk parti | Spire Denne artikel om et politisk parti eller gruppe er en spire som bør udbygges. Du er velkommen til at hjælpe Wikipedia ved at udvide den. |